# Джар-Кышлак
Джар-Кышлак (кирг. Жар-Кышлак) — село в Араванском районе Ошской области Кыргызстана. Входит в состав Чек-Абадского айылного аймака.

## География
Село расположено в западной части области, на берегах Южного Ферганского канала, на расстоянии приблизительно 7 километров (по прямой) к западу от села Араван, административного центра района. Абсолютная высота — 631 метр над уровнем моря.

## Население
Согласно оценочным данным Национального статистического комитета Кыргызской Республики, численность населения села на начало 2023 года составляла 990 человек.
| год     | 2009 | 2014 | 2015 | 2020 | 2021 | 2023 |
| ------- | ---- | ---- | ---- | ---- | ---- | ---- |
| человек | 747  | 989  | 776  | 919  | 938  | 990  |